# Liste von Found-Footage-Filmen (Material-Aneignung)
Der Begriff Found Footage (deutsch: Gefundenes Material) wird inzwischen auf zwei sehr unterschiedliche Filmgenres angewendet. Daher werden zwei getrennte Listen geführt.
Diese Liste enthält nur solche Found-Footage-Filme, die ganz oder teilweise aus Material bestehen, welches nicht von den Filmemachern selbst gedreht oder konzipiert wurde. Am häufigsten kommt dieses Subgenre im Bereich des Experimental- und Avantgardefilms vor. Das aus diversen Quellen zusammengetragene, „gefundene“ Fremdmaterial wird durch die Montage meistens aus seinem ursprünglichen Kontext gelöst, und neu gedeutet.
Abgrenzung zur Erzählmethode:
Nicht in diese Liste gehören Filme, wo die Filmemacher selbst inszeniertes, pseudo-dokumentarisches Found-Footage-Material als narratives Gestaltungsmittel einsetzen. Diese Erzählmethode kommt vor allem bei Horrorfilmen vor. Bitte solche Filme eintragen in die Liste von Found-Footage-Filmen (Erzählmethode).

## Filme mit Found Footage als Material-Aneignung
| Jahr | Deutscher Titel                                 | Originaltitel, wo abweichend        | Regie                                 | Produktionsland        | Länge |  |
| ---- | ----------------------------------------------- | ----------------------------------- | ------------------------------------- | ---------------------- | ----- |  |
| 1936 | Rose Hobart                                     |                                     | Joseph Cornell                        | USA                    | 19    |  |
| 1958 | A Movie                                         |                                     | Bruce Conner                          | USA                    | 12    |  |
| 1963 | Scorpio Rising                                  |                                     | Kenneth Anger                         | USA                    | 28    |  |
| 1975 | Kennwort: Overlord                              | Overlord                            | Stuart Cooper                         | Vereinigtes Königreich | 85    |  |
| 1976 | Die weisse leinwand ist ein rotes tuch          | Alternativer Originaltitel: vorfeld | Hartmut Geerken                       | Deutschland            | 960   |  |
| 1978 | Mongoloid                                       |                                     | Bruce Conner                          | USA                    | 3     |  |
| 1980 | Murder Psalm                                    |                                     | Stan Brakhage                         | USA                    | 18    |  |
| 1985 | Continental Breakfast                           |                                     | Matthias Müller                       | Deutschland            | 19    |  |
| 1987 | Dal polo all’equatore                           |                                     | Yervant Gianikian, Angela Ricci Lucci | Italien, Deutschland   | 96    |  |
| 1990 | Home Stories                                    |                                     | Matthias Müller                       | Deutschland            | 6     |  |
| 1991 | Lyrisches Nitrat                                | Lyrisch Nitraat                     | Peter Delpeut                         | Niederlande            | 50    |  |
| 1992 | Rock Hudson’s Home Movies                       |                                     | Mark Rappaport                        | USA                    | 63    |  |
| 1992 | Tribulation 99: Alien Anomalies under America   |                                     | Craig Baldwin                         | USA                    | 48    |  |
| 1994 | All You Can Eat                                 |                                     | Michael Brynntrup                     | Deutschland            | 5     |  |
| 1999 | Vacancy                                         |                                     | Matthias Müller                       | Deutschland            | 15    |  |
| 1999 | Outer Space                                     |                                     | Peter Tscherkassky                    | Österreich             | 10    |  |
| 2000 | Phoenix Tapes                                   |                                     | Christoph Girardet, Matthias Müller   | Deutschland            | 45    |  |
| 2002 | Metropolen des Leichtsinns                      |                                     | Thomas Draschan                       | Österreich             | 11    |  |
| 2013 | Cut                                             |                                     | Christoph Girardet, Matthias Müller   | Deutschland            | 13    |  |
| 2016 | Eat That Question: Frank Zappa in His Own Words |                                     | Thorsten Schütte                      | Deutschland            | 93    |  |
| 2016 | Personne                                        |                                     | Christoph Girardet, Matthias Müller   | Deutschland            | 15    |  |